# Oswaldo Vintimilla Cabrera
 Oswaldo Patricio Vintimilla Cabrera (Cuenca, 2 de agosto de 1966) es un eclesiástico católico ecuatoriano, obispo de Azoguesdesde 2016.

## Biografía

### Primeros años y formación
Nació el 2 de agosto de 1966, en la ciudad ecuatoriana de Cuenca. Fue monaguillo en la iglesia del Santo Cenáculo.
Realizó su formación primaria en la escuela «Arzobispo Serrano», y la secundaria en el Colegio Universitario «Miguel Cordero Crespo». Ingresó en el Seminario Mayor de Cuenca, donde realizó los estudios eclesiásticos.

### Sacerdocio
Su ordenación sacerdotal fue el 17 de noviembre de 1990, a manos del arzobispo Luis Alberto Luna Tobar; incardinándose en la arquidiócesis de Cuenca.
Como sacerdote desempeñó los siguientes ministerios:
- Párroco encargado de Cumbre y La Victoria del Portete, en Cuenca (1990).
- Vicario de la Vicaría de Gualaceo (1990-1991).
- Capellán de los planteles anexos de la Universidad Católica de Cuenca (1990-2016).
- Párroco de San Juan Bautista en Nabón, Cochapata, Las Nieves y la zona indígena de Zhiña (1991-2001).
- Asistente religioso de los Monasterios contemplativos de las monjas concepcionistas franciscanas y de las monjas carmelitanas, en Cuenca (1991-2016).
- Delegado al Consejo Presbiteral (1993-1996; 2007-2010).
- Capellán de Telecuenca (actual Academia TV) (1994-1996).
- Párroco en San Felipe en Oña (1995).
- Coordinador de la Comisión de Liturgia (1998-2000; 2012.-2014).[3]
- Maestro de ceremonias de la Catedral de Cuenca.
- Vicario episcopal de Pastoral Indígena (1999-2001).
- Párroco de Nuestra Señora del Carmen, en Tarqui (2004-2013).
- Miembro de la Comisión Pastoral del Niño Viajero (2008).
- Profesor del Seminario Mayor de Cuenca.
- Miembro de la Comisión de Planificación de la Universidad Católica de Cuenca.
- Párroco de Espíritu Santo, en Baños (2013-2016).

En 2002, fue socio fundador de la Fundación Educativa para el Desarrollo César Cordero Moscoso.

## Episcopado

### Obispo de Azogues
El 25 de junio de 2016, el papa Francisco lo nombró obispo de Azogues. Fue consagrado el 20 de agosto del mismo año, en la Catedral de Azogues; a manos del arzobispo Giacomo Guido Ottonello.
Entre sus obras es que esta llevando a cabo la modernización de la Catedral de Azogues y por ende de ser compositor de la famosa canción Niño Manuelito, y a su vez, promotor de la fiesta que se desarrolla el segundo domingo de enero de cada año.